# Edvard Ø
Edvard Ø – niezamieszkana wyspa u wschodnich wybrzeży Grenlandii położona na Morzu Grenlandzkim. Powierzchnia wyspy wynosi 115,8 km², a długość jej linii brzegowej to 53,5 km.